# Yossef Qaro
Yossef Ben Efraïm Qaro (en hebreu: יוסף קארו) (Toledo 1488 - Safed 1575) fou un rabí, teòleg, jurista, i escriptor sefardita.

## Biografia
Amb només quatre anys, va haver d'abandonar Espanya, a causa de l'expulsió dels jueus de 1492, decretada pels Reis Catòlics, establint-se amb la seva família a Portugal.
En l'any 1497, Yossef Qaro es va traslladar amb els seus pares a Nicòpol, a Bulgària, on va rebre la seva primera formació de mans del seu propi pare, que era un eminent talmudista. Es va casar primer amb una filla d'Isaac Saba, i després de la mort de la seva primera esposa, es va casar de nou amb la filla de Hayyim Albalag, la seva segona dona va morir també, aleshores es va tornar a casar per tercera vegada amb una filla de Zechariah Sechsel, un conegut talmudista. Entre 1520 i 1522 visqué a la ciutat d'Edirne, Turquia, fou en aquesta vila on es va desenvolupar la seva tendència cap a la mística. El rabí Qaro va tenir fantàstiques visions, somnis, i revelacions, a on apareixia la Mixnà. Aquestes tendències místiques van fer-lo emigrar a Terra Santa, a on va arribar cap als voltants de l'any 1535, havent viscut abans alguns anys a Tessalònica, Grècia (1533), i a Istanbul, Turquia.
El 1538 va rebre a Safed, ja a la Palestina otomana, l'ordenació (semikha) per part del rabí Jacob Berab, qui va exercir un gran influx sobre ell. Allà va treballar com a jutge, i va fundar una Ieixivà per ensenyar la Torà.
El rabí Qaro es va guanyar la reputació de ser un home instruït, i un brillant intèrpret. Va escriure un vast comentari anomenat Beit Yossef sobre el Arbaa Turim; una clarificació metòdica del Mixné Torà de Maimònides, titulada Késsef Mixné, i el Xulhan Arukh, la més cèlebre compilació de lleis jueves, que encara és l'autoritat màxima en matèria de jurisprudència.

## Obres
- Xulhan Arukh (1565)
- Késsef Mixné (Venècia, 1574-5), un comentari de la Mixné Torà de Maimonides
- Bédeq ha-Bàyit (Tessalònica, 1605), suplements i correccions al Bet Yossef
- Kelalé ha-Talmud (Tessalònica, 1598), segons el mètode del Talmud.
- Avqat Rokhel (Tessalònica, 1791), respostes
- Maggid Meixarim (Lublin, 1646), i suplements (Venècia, 1646), obra mestra de la literatura mística rabínica.
- Deraixot (Tessalònica, 1799), sermons, en la col·lecció Oz Tsaddiqim.